# 东城街道 (西昌市)
东城街道，是中华人民共和国四川省凉山彝族自治州西昌市下辖的一个乡镇级行政单位。2019年12月，撤销高枧乡、西郊乡，将原高枧乡联合村、团结村、王家村、中所村和原西郊乡南坛村、尤家屯村所属行政区域划归东城街道管辖。

## 行政区划
东城街道下辖以下地区：
河东社区、健康路社区和南苑社区。